# Le Constitutionnel

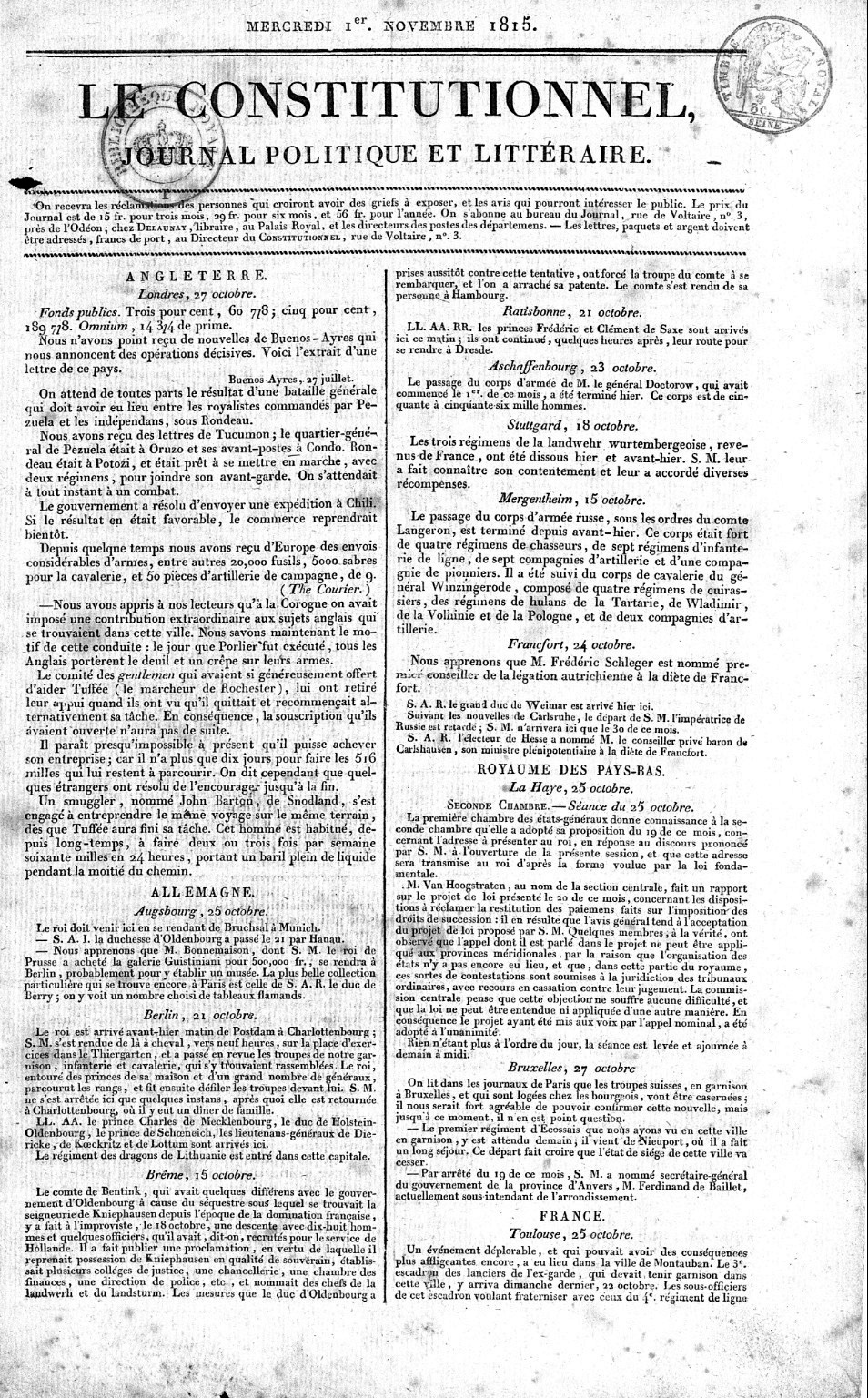
Titelseite der ersten Ausgabe der französischen politischen Tageszeitung Le Constitutionnel, einer politischen und literarischen Zeitung (1815–1914), die in Paris unter dem Titel L'Indépendant gegründet wurde.

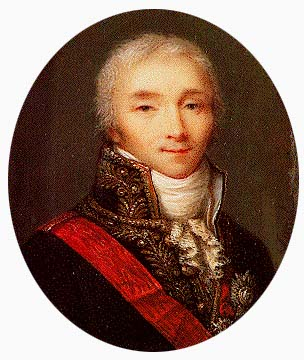
Joseph Fouché, der Gründer von Le Constitutionnel

Le Constitutionnel (Der Konstitutionalist) war eine französische politische Tageszeitung, die von Joseph Fouché (1759–1820), einem Mitglied der Gesellschaft der Verfassungsfreunde (Société des amis de la Constitution), in Paris während der Hundert Tage Napoleons unter dem Namen L'Indépendant (Der Unabhängige) gegründet wurde und ihren endgültigen Namen während der Zweiten Restauration erhielt. Sie wurde am 29. Oktober 1815 gegründet.
Im Laufe ihrer Geschichte wurde sie fünfmal geschlossen, aber als Sammelbecken für Liberale, Bonapartisten und Antiklerikale wurde sie jedes Mal unter einem anderen Namen wiederbelebt, unter anderem als Le Constitutionnel. Sie erschien bis 1914.
Adolphe Thiers beschrieb des Journal im Jahr 1826: 

„Le Constitutionnel appartient à quinze actionnaires dont tous ne présentent pas les mêmes garanties d'indépendance, mais dont la majorité est sûre et à l'abri de toute séduction. [...] La rédaction, du reste, dont MM. Charles-Guillaume Étienne et Jay sont les chefs, est fermement attachée aux doctrines constitutionnelles. Le Constitutionnel gagne en ce moment en abonnés, et c'est le seul journal qu'on lise jusque dans les campagnes. / dt. Übers. Le Constitutionnel gehört fünfzehn Aktionären, von denen nicht alle die gleichen Garantien für Unabhängigkeit bieten, aber die Mehrheit ist sicher und vor jeder Verführung geschützt. [Die Redaktion, die von Charles-Guillaume Étienne und Jay geleitet wird, hält fest an der Verfassungslehre fest. Le Constitutionnel gewinnt derzeit immer mehr Abonnenten und ist die einzige Zeitung, die auch auf dem Land gelesen wird.“

## Feuilleton
Unter der Direktion von Louis Véron wurden in den Jahren 1844 bis 1852 im Feuilleton veröffentlicht:
- Jeanne von George Sand
- Le Juif errant von Eugène Sue
- L’Allée des veuves und Les Grands Danseurs du Roi von Charles Rabou
- Le Cabinet des Antiques 1838 unter dem Titel les Rivalités de Province von Balzac
- La Cousine Bette von Balzac, Oktober bis Dezember 1846
- Le Cousin Pons von Balzac, erschienen 1847
- Le Colonel Chabert von Balzac, erschienen 1847, in Fortsetzunge.
- Le Député d'Arcis von Balzac, veröffentlicht von Charles Rabou im Jahr 1852, nach dem Tod des Autors.
- Renée de Varville von Virginie Ancelot
- Romane von Alexandre Dumas, Mérimée, Musset...
- Les Causeries du Lundi von Sainte-Beuve nach der Revolution von 1848.